# Tokiwasō

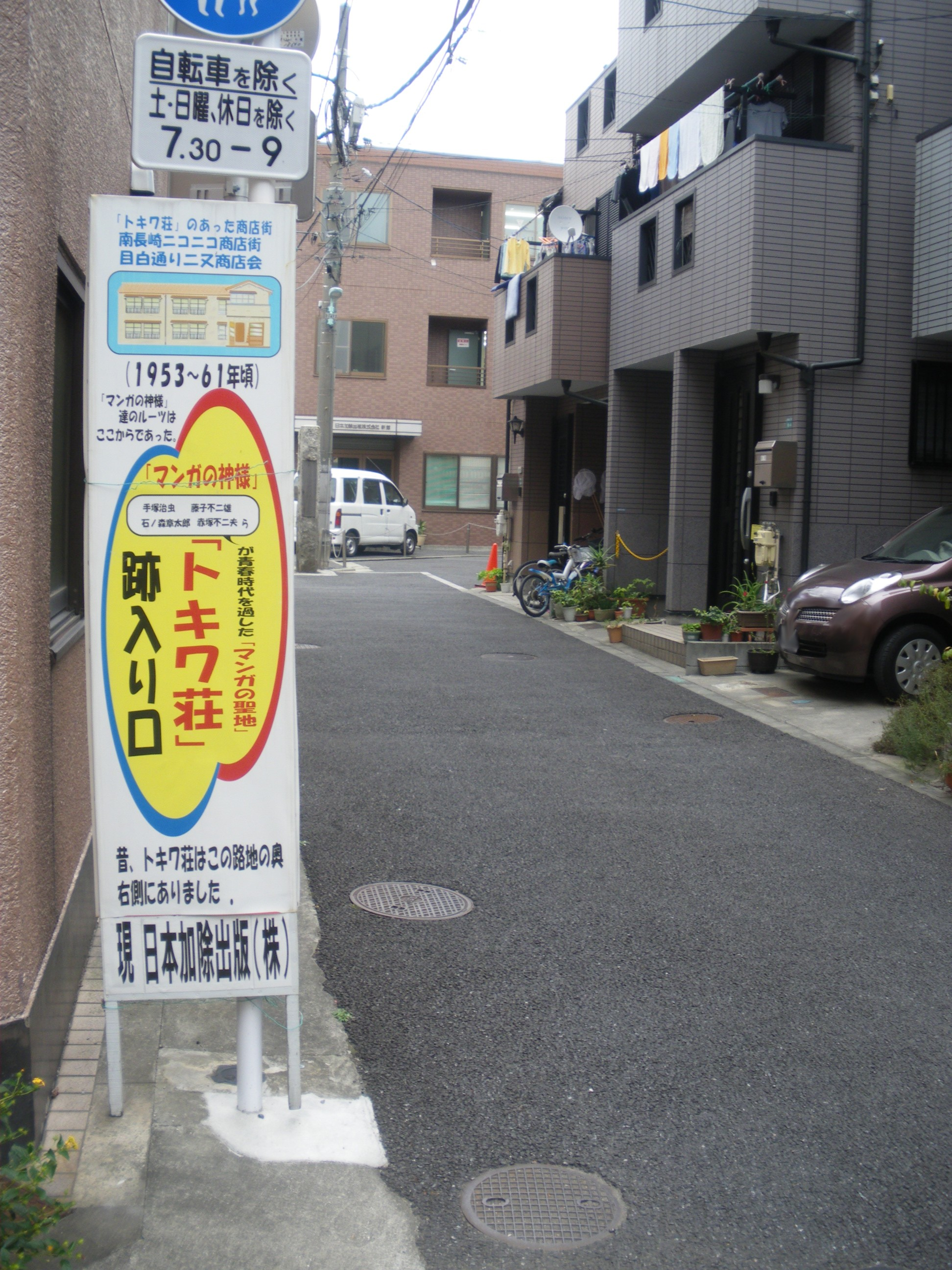
L'emplacement du Tokiwasō de nos jours.

Le Tokiwasō (トキワ荘) était un appartement situé dans l'arrondissement de Toshima à Tokyo où de grands auteurs de mangas japonais ont travaillé de 1952 à 1982.

## Histoire
Achevé le 6 décembre 1952, Tokiwasō (litt. Villa Tokiwa) est une petite maison bon marché en bois située au 3-16-6 dans le quartier Minami-Nagasaki dans l'arrondissement de Toshima, au nord de Tokyo. Début 1953, le mangaka Osamu Tezuka, sous les recommandations de l'éditeur Shōgakukan, s'y installe et y travaille pendant près de deux ans. Vont par la suite se succéder de nombreux autres mangakas célèbres qui vont bâtir la renommée du bâtiment qui devint une sorte de lieu de pèlerinage pour les fans.
Du fait du temps et du nombre important des visiteurs, le bâtiment se dégrade rapidement et doit être démoli le 29 novembre 1982, après de multiples hommages dans les médias nationaux. En 2009, un monument commémoratif est construit pour célébrer la mémoire du bâtiment disparu, à 300 mètres de son emplacement original.
Une partie de l'intérieur de Tokiwasō a été reconstruit en 2020, dans le cadre du musée du manga de Tokiwasō. Ce musée se situe dans le parc de Minami-Nagasaki Hanasaki Koen, à quelques minutes de l'emplacement original du Tokiwasō.

## Quelques anciens résidents
- Osamu Tezuka (手塚 治?)
- Hirō Terada (寺田 ヒロオ?)
- Shōtarō Ishinomori (石ノ森 章太郎?)
- Fujio Akatsuka (赤塚 不二夫?)
- Fujiko Fujio (藤子 不二雄?)
- Hideko Mizuno (水野 英子?) (en tant qu'assistante)
- Shin'ichi Suzuki (鈴木 伸一?)
- Naoya Moriyasu (森安 なおや?)
- Tokuo Yokota (よこた とくお?)
- Yoshiharu Tsuge (つげ 義春?)
- Saburō Sagamoto (坂本 三郎?)

## Autres
- L'origine du nom du personnage de Tokiwa Sōgo dans Kamen Rider Zi-O était faussement attribuée à ce bâtiment (à cause d'une allusion à celui-ci dans l'épisode 6.5 Tokiwasō-Go et le mystérieux téléphone de la web-série dérivée Kamen Rider Zi-O : Plan de complémentarité), puisque Shotaro Ishinomori, le créateur de Kamen Rider avait, de son vivant, travaillé à cet endroit. Cependant, le magazine Uchuusen vol. 162  (ISBN 978-4798617862) précise que cela provient bien du mot « exagération » (大言壮語, taigen sōgo).